# Kevin Farrell

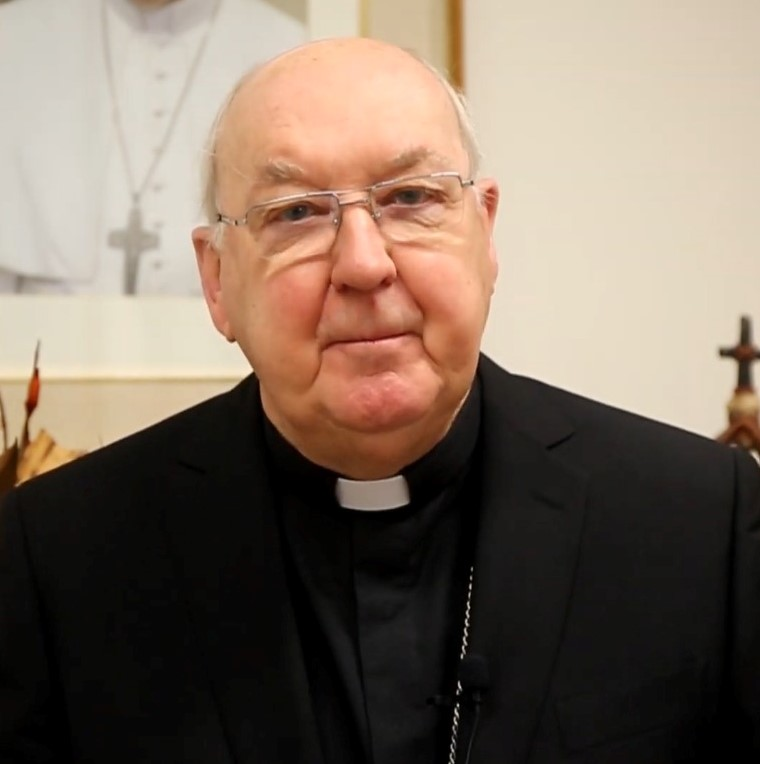
Kevin Kardinal Farrell (2021)

Kardinalswappen von Kevin Farrell (seit 2016)

Kevin Joseph Kardinal Farrell (* 2. September 1947 in Dublin) ist ein irischstämmiger US-amerikanischer Geistlicher und Präfekt des Dikasteriums für Laien, Familie und Leben. Seit Februar 2019 ist er zudem Kardinalkämmerer der Heiligen Römischen Kirche.

## Leben
Kevin Farrell besuchte die High School der Irish Christian Brothers in Drimnagh, Dublin. Er verließ Irland mit 16 Jahren und trat 1966 der Kongregation der Legionäre Christi bei. Er studierte zunächst an der spanischen Päpstlichen Universität Salamanca, an der die Legionäre Christi ihr Ordensstudium unterhalten, anschließend Philosophie und Katholische Theologie in Rom an der Gregoriana und am Angelicum sowie Wirtschaftswissenschaft und Betriebswirtschaftslehre an der Universität Notre Dame im US-Bundesstaat Indiana. Farrell empfing am 24. Dezember 1978 in Rom das Sakrament der Priesterweihe. Als Ordenspriester war er Hochschulseelsorger an der kirchlichen Universidad de Monterrey in Monterrey (Mexiko), wo er auch Bioethik und Sozialethik unterrichtete. Als Generalverwalter war er zudem für die Seminare und Schulen seiner Gemeinschaft in Italien, Spanien und Irland zuständig. In Monterrey traf er einige Male mit dem dort lebenden Ordensgründer Marcial Maciel zusammen, von dessen Neigung zu gewohnheitsmäßigem Kindesmissbrauch er nach eigenen Angaben nichts wusste.
Seit den 1980er Jahren unterstützte er das Erzbistum Washington bei der Betreuung spanischsprechender Priester. Zwischen 1981 und 1984 verließ er seine Ordensgemeinschaft „wegen Meinungsverschiedenheiten“ und wurde anschließend als Diözesanpriester in das Erzbistum Washington inkardiniert. Dort war er als Pfarrer an St. Peter in Olney, St. Bartholomew in Bethesda sowie St. Thomas the Apostle in Washington, D.C., tätig. 1986 wurde er von James Kardinal Hickey als Nachfolger von Seán Patrick O’Malley OFMCap zum Direktor des spanischen katholischen Zentrums in Washington ernannt, einer Einrichtung des Erzbistums für die Betreuung der hispanischen Gemeinde und die Unterstützung von Einwanderern in Fragen der Rechtshilfe, Bildung, Beschäftigung und medizinischen Versorgung. 1987 bis 1988 war Farrell Direktor des diözesanen Caritasverbands (Catholic Charities); von 1989 bis 2001 war er Finanzsekretär des Erzbistums Washington. 1995 ernannte ihn Papst Johannes Paul II. zum Päpstlichen Ehrenprälaten. Nach einer Tätigkeit als Pfarrer im Nordwesten Washingtons wurde er 2001 von dem kurz zuvor eingeführten Erzbischof Theodore McCarrick zum Generalvikar und Moderator der Kurie für das Erzbistum ernannt.

### Bischof

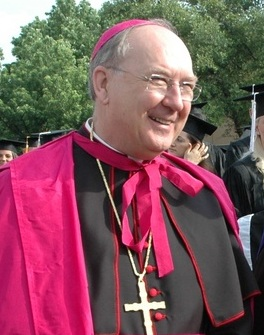
Kevin Farrell als Bischof von Dallas (2007)

Bischofswappen von Kevin Joseph Farrell (bis 2016)

Papst Johannes Paul II. ernannte ihn am 28. Dezember 2001 zum Titularbischof von Rusuccuru und zum Weihbischof im Erzbistum Washington. Die Bischofsweihe am 11. Februar 2002 spendete ihm der Erzbischof von Washington, Theodore Kardinal McCarrick; Mitkonsekratoren waren James Aloysius Kardinal Hickey, Alterzbischof von Washington, und Leonard James Olivier SVD, Weihbischof in Washington. Sein bischöflicher Wahlspruch lautet State in Fide („Bleibt im Glauben“, Kol 1,23 ).
Ab November 2002 bis zu seiner Amtsantritt als Bischof von Dallas im Mai 2007 wohnte Farrell als Weihbischof mit weiteren Klerikern in einem Apartmenthaus in Washington, in dem sich die erzbischöfliche Residenz befindet. Dort lebte er in enger Nachbarschaft mit Kardinal McCarrick, der das Erzbistum von 2001 bis 2006 leitete. Von dem früheren sexuellen Fehlverhalten McCarricks, dessen Bekanntwerden 2018 zu seinem Ausschluss aus dem Kardinalskollegium und 2019 zu seiner Entlassung aus dem Klerikerstand führte, will Farrell dort nichts erfahren und auch kein unangemessenes Verhalten seines Vorgesetzten bemerkt haben.
Am 6. März 2007 wurde Kevin Farrell von Papst Benedikt XVI. zum Bischof von Dallas ernannt; die Amtseinführung fand am 1. Mai 2007 in der Cathedral Santuario de Guadalupe in Dallas (Texas) statt.
Farrell war Mitglied des Direktoriums des katholischen Einwandererhilfswerks CLINIC (Catholic Legal Immigration Network) sowie Mitglied mehrerer Ausschüsse der Bischofskonferenz der Vereinigten Staaten (Consecrated Life; Migration and Hispanic Affairs). Anfang 2016 sprach er sich anlässlich der Erlaubnis zum offenen Führen von Schusswaffen in Texas grundsätzlich für eine Verschärfung der US-amerikanischen Waffengesetzgebung aus und verbot das Tragen von Waffen ausdrücklich in allen öffentlichen Räumen, in denen das Bistum das Hausrecht ausübt.

### Kardinal
Papst Franziskus ernannte ihn am 15. August 2016 zum Präfekten des zum 1. September desselben Jahres errichteten Dikasteriums für Laien, Familie und Leben. Im feierlichen Konsistorium vom 19. November 2016 nahm ihn Papst Franziskus als Kardinaldiakon mit der Titeldiakonie San Giuliano Martire in das Kardinalskollegium auf. Farrells Berufung an den Vatikan und seine Kardinalskreierung wurden von Beobachtern als Teil des Bemühens von Papst Franziskus im Kontext seiner geplanten Kurienreform begriffen, durch Berufung neuer Mitarbeiter eine personelle Neuausrichtung der Römischen Kurie zu erreichen. Farrell, der vor 2016 nicht an der Kurie tätig und in die bestehenden Seilschaften und Loyalitäten im Vatikan nicht eingebunden war, verfügt über breite pastorale Erfahrungen, gilt als moderat und wird als Unterstützer der theologischen Linie des Papstes wahrgenommen.
Am 23. Dezember 2017 ernannte ihn der Papst zum Mitglied der Päpstlichen Kommission für den Staat der Vatikanstadt.
Am 14. Februar 2019 ernannte der Papst Kevin Farrell zum Camerlengo der Heiligen Römischen Kirche. Damit kam Kardinal Farrell nach dem Tod von Papst Franziskus am 21. April 2025 die Aufgabe zu, bis zur Wahl eines neuen Papstes die kirchlichen Amtsgeschäfte zu führen.
Die Ernennung stieß wegen Farrells freundschaftlicher Verbindung zu dem Missbrauchstäter Theodore McCarrick, dessen letztinstanzliche Verurteilung praktisch gleichzeitig mitgeteilt wurde, und angesichts des vom Papst im Februar 2019 einberufenen Anti-Missbrauchsgipfels im Vatikan auch auf kritische Reaktionen. Nach Bekanntwerden der Ergebnisse der kirchlichen Ermittlungen gegen den 2018 zurückgetretenen irischamerikanischen Bischof Michael J. Bransfield wegen finanzieller Unregelmäßigkeiten ließ Kevin Farrell Anfang Juni 2019 über die Pressestelle des Vatikans mitteilen, er werde rund 29.000 US-Dollar an das Bistum West Virginia zurückzahlen, die ihm von Bransfield für die Renovierung seiner Wohnung in Rom geschenkt worden waren und deren Herkunft aus Bistumsmitteln ihm nicht bekannt gewesen sei.
Am 8. Juli 2019 ernannte ihn der Papst für fünf Jahre zum Mitglied der Kongregation für die Institute geweihten Lebens und für die Gesellschaften apostolischen Lebens. Er ist zudem Mitglied der Kardinalskommission der Güterverwaltung des Apostolischen Stuhls. Am 19. Juni 2020 wurde Farrell ferner Mitglied des Päpstlichen Rates für die Gesetzestexte und am 1. Juni 2022 der Kongregation für den Gottesdienst und die Sakramentenordnung.
Am 7. Juni 2022 ernannte ihn Papst Franziskus zum ersten Präsidenten des mit gleichem Datum errichteten Investitionskomitees des Heiligen Stuhls. Am 25. April 2023 ernannte ihn der Papst zudem zum Mitglied der Sektion des Dikasteriums für die Evangelisierung für die grundlegenden Fragen der Evangelisierung in der Welt.
Kevin Farrell spricht neben seiner Muttersprache Gälisch und Englisch auch fließend Spanisch sowie Italienisch. Sein älterer Bruder Brian Farrell, seit 1961 Mitglied der Legionäre Christi, ist Kurienbischof und war von 2002 bis 2024 Sekretär des Päpstlichen Rates zur Förderung der Einheit der Christen.

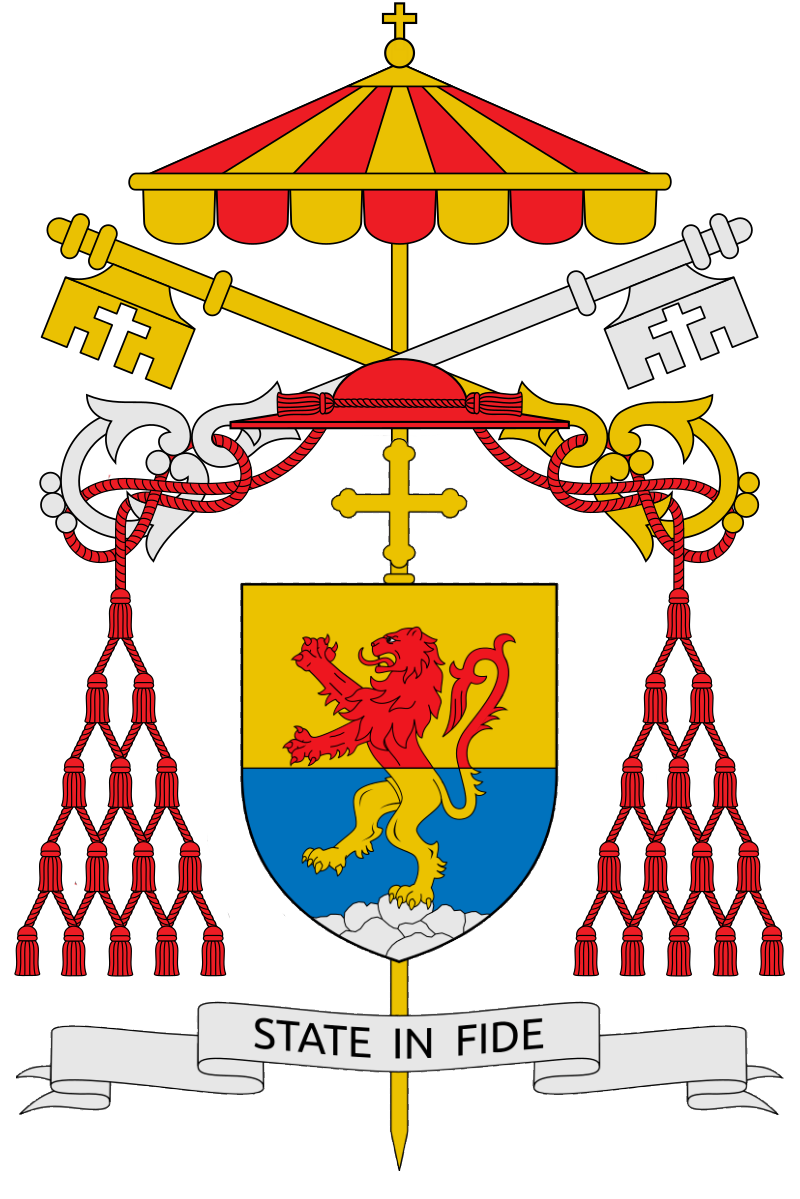
Wappen des Camerlengo Kevin Farrell (Sedisvakanz 2025)

Nach dem Tod von Papst Franziskus am Morgen des Ostermontags, 21. April 2025, stellte Farrell als Camerlengo den Tod von Papst Franziskus fest und leitete sodann dessen Aufbahrung sowie die Überführung von der Kapelle des Gästehauses der Vatikanstadt Domus Sanctae Marthae in die Basilika St. Peter am 23. April 2025. Nach der dreitägigen Aufbahrung erfolgte am Abend des 25. April 2025 der Ritus der Schließung des Sarges, den ebenfalls Kardinalkämmerer Farrell leitete. Er führte am 26. April 2025 schließlich die Bestattung in der Basilika Santa Maria Maggiore durch.
Während der eingetretenen Sedisvakanz des Apostolischen Stuhles übernahm er die ihm von Amts wegen zukommenden Aufgaben bezüglich der ordentlichen Verwaltung der Kirche und der Organisation der Trauerfeierlichkeiten für den verstorbenen Pontifex sowie die Vorbereitung des Konklaves.